# Полуопределённое программирование
Полуопределённое программирование (или SDP от англ. Semidefinite programming) — подраздел выпуклого программирования, которое занимается оптимизацией линейной целевой функции (целевая функция — это заданная пользователем функция, значение которой пользователь хочет минимизировать или максимизировать) на пересечении конусов положительно полуопределённых матриц с  аффинным пространством.
Полуопределённое программирование является относительно новой областью оптимизации, интерес к которой растёт по нескольким причинам. Много практических задач в областях исследования операций и комбинаторной оптимизации можно смоделировать или аппроксимировать как задачи полуопределённого программирования. В теории автоматического управления задачи SDP используются в контексте линейных матричных неравенств.  Задачи SDP, фактически, являются частным случаем конического программирования и могут быть эффективно решены методом внутренней точки.
Все задачи линейного программирования могут быть выражены как задачи SDP, а с помощью иерархий задач SDP могут быть аппроксимированы решения задач полиномиальной оптимизации.  Полуопределённое программирование используется при оптимизации сложных систем. В последние годы некоторые задачи сложности квантовых запросов были сформулированы в терминах полуопределённого программирования.

## Мотивация и определение

### Исходные мотивации
Задача линейного программирования — это задача, в которой нужно максимизировать или минимизировать линейную целевую функцию от вещественных переменных на многограннике. В полуопределённом программировании, вместо этого мы используем вещественные вектора и нам позволено использовать скалярное произведение векторов. Условие неотрицательности вещественных переменных задачи ЛП заменяется ограничениями полуопределённости на матрице переменных задачи SDP. В частности, общая задача полуопределённого программирования может быть определена как любая задача математического программирования вида
{\displaystyle {\min _{x^{1},\ldots ,x^{n}\in \mathbb {R} ^{n}}}{\sum _{i,j\in [n]}c_{i,j}(x^{i}\cdot x^{j})}}
при условиях {\displaystyle {\sum _{i,j\in [n]}a_{i,j,k}(x^{i}\cdot x^{j})\leq b_{k}\qquad \forall k}.}

### Эквивалентные формулировки
Говорят, что {\displaystyle n\times n} матрица {\displaystyle M} положительно полуопределённа, если она является матрицей Грама некоторых векторов (т.е. если существуют вектора {\displaystyle x^{1},\ldots ,x^{n}}, такие, что {\displaystyle m_{i,j}=x^{i}\cdot x^{j}} для всех {\displaystyle i,j}). Если это выполняется, мы обозначим это как {\displaystyle M\succeq 0}. Заметим, что существуют некоторые другие эквивалентные определения положительной полуопределённости, например, положительно полуопределённые матрицы имеют только неотрицательные собственные значения и имеет положительно полуопределённый квадратный корень.
Обозначим через {\displaystyle \mathbb {S} ^{n}} пространство всех {\displaystyle n\times n} вещественных симметричных матриц. В этом пространстве имеется скалярное произведение
{\displaystyle \langle A,B\rangle _{\mathbb {S} ^{n}}={\rm {tr}}(A^{T}B)=\sum _{i=1,j=1}^{n}A_{ij}B_{ij}.}
(где {\displaystyle {\rm {tr}}} означает  след)
Мы можем переписать задачу математического программирования из предыдущей секции в эквивалентном виде
{\displaystyle {\min _{X\in \mathbb {S} ^{n}}}\langle C,X\rangle _{\mathbb {S} ^{n}}}
при условиях {\displaystyle {\begin{array}{ll}{\displaystyle \langle A_{k},X\rangle _{\mathbb {S} ^{n}}\leq b_{k},\quad k=1,\ldots ,m}\\X\succeq 0\end{array}}}
где элемент {\displaystyle i,j} матрицы {\displaystyle C} равно {\displaystyle c_{i,j}} из предыдущей секции, а {\displaystyle A_{k}} — {\displaystyle n\times n} матрица, имеющая в качестве элемента {\displaystyle i,j} матрицы значение {\displaystyle a_{i,j,k}} из предыдущей секции.
Заметим, что если мы добавим дополнительные переменные должным образом, эта задача SDP может быть преобразована к виду
{\displaystyle \min _{X\in \mathbb {S} ^{n}}}\langle C,X\rangle _{\mathbb {S} ^{n}}
при условиях {\displaystyle {\begin{array}{ll}\langle A_{k},X\rangle _{\mathbb {S} ^{n}}=b_{k},\quad k=1,\ldots ,m\\X\succeq 0\end{array}}}
Для удобства задача SDP может быть определена слегка в другой, но эквивалентной форме.  Например, линейные выражения, использующие неотрицательные скалярные переменные могут быть добавлены в спецификацию задачи.  Задача остаётся SDP, поскольку каждая переменная может быть включена в матрицу {\displaystyle X} как диагональный элемент ({\displaystyle X_{ii}} для некоторого {\displaystyle i}).  Чтобы обеспечить {\displaystyle X_{ii}\geq 0}, можно добавить ограничения {\displaystyle X_{ij}=0} для всех {\displaystyle j\neq i}.  В качестве другого примера, заметим, что для любой положительной полуопределённой матрицы {\displaystyle X}, существует набор векторов {\displaystyle \{v_{i}\}}, таких, что элемент {\displaystyle i}, {\displaystyle j} матрицы {\displaystyle X} равен {\displaystyle X_{ij}=(v_{i},v_{j})}, скалярному произведению векторов {\displaystyle v_{i}} и {\displaystyle v_{j}}.  Таким образом, задачи SDP часто формулируются в терминах линейных выражений от скалярных произведений векторов.  Если дано решение задачи SDP в стандартном виде, вектора {\displaystyle \{v_{i}\}} могут быть восстановлены за время {\displaystyle O(n^{3})} (например, с помощью неполного разложения Холецкого матрицы X).

## Теория двойственности

### Определения
Аналогично линейному программированию, если задана общая задача SDP в виде
{\displaystyle \min _{X\in \mathbb {S} ^{n}}\langle C,X\rangle _{\mathbb {S} ^{n}}}
при условиях {\displaystyle {\begin{array}{ll}\langle A_{i},X\rangle _{\mathbb {S} ^{n}}=b_{i},\quad i=1,\ldots ,m\\X\succeq 0\end{array}}}
(прямая задача, или P-SDP), мы определим двойственную полуопределённую задачу (D-SDP) как
{\displaystyle \max _{y\in \mathbb {R} ^{m}}\langle b,y\rangle _{\mathbb {R} ^{m}}}
при условиях {\displaystyle {\begin{array}{ll}{\displaystyle \sum _{i=1}^{m}}y_{i}A_{i}\preceq C\end{array}}}
Где для любых двух матриц {\displaystyle P} и {\displaystyle Q}, {\displaystyle P\succeq Q} означает {\displaystyle P-Q\succeq 0}.

### Слабая двойственность
Теорема о слабой двойственности утверждает, что прямая задача SDP имеет значение, не меньшее значения двойственной SDP.  Таким образом, любое допустимое решение двойственной задачи SDP ограничивает снизу значение прямой SDP, и наоборот, любое допустимое значение прямой задачи SDP ограничивает сверху значение двойственной SDP.  Это происходит потому, что 
{\displaystyle \langle C,X\rangle -\langle b,y\rangle =\langle C,X\rangle -\sum _{i=1}^{m}y_{i}b_{i}=\langle C,X\rangle -\sum _{i=1}^{m}y_{i}\langle A_{i},X\rangle =\langle C-\sum _{i=1}^{m}y_{i}A_{i},X\rangle \geq 0,}
где последнее неравенство отражает факт положительной полуопределённости обеих матриц. Значение этой функции иногда называется двойственным зазором.

### Сильная двойственность
При условии, известном как условие Слейтера, значения прямой и двойственной SDP-задач равны.  Это называется сильной двойственностью.  В отличие от задач линейного программирования, не всякая задача SDP обладает строгой двойственностью. В общем случае значение двойственной задачи SDP может быть строго меньше значения прямой задачи.
(i) Предположим, что прямая задача (P-SDP) ограничена снизу и строго допустима (то есть существуют {\displaystyle X_{0}\in \mathbb {S} ^{n},X_{0}\succ 0}, такие, что {\displaystyle \langle A_{i},X_{0}\rangle _{\mathbb {S} ^{n}}=b_{i}}, {\displaystyle i=1,\ldots ,m}).
Тогда имеется оптимальное решение {\displaystyle y^{*}} для двойственной задачи (D-SDP) и
{\displaystyle \langle C,X^{*}\rangle _{\mathbb {S} ^{n}}=\langle b,y^{*}\rangle _{\mathbb {R} ^{m}}.}
(ii) Предположим, что двойственная задача (D-SDP) ограничена сверху и строго допустима (то есть {\displaystyle \sum _{i=1}^{m}(y_{0})_{i}A_{i}\prec C} для некоторого {\displaystyle y_{0}\in \mathbb {R} ^{m}}). Тогда существует оптимальное решение {\displaystyle X^{*}} для прямой задачи (P-SDP) и выполняется равенство из (i).

## Примеры

### Пример 1
Рассмотрим три случайные переменные {\displaystyle A}, {\displaystyle B} и {\displaystyle C}.  По определению, их коэффициенты корреляции {\displaystyle \rho _{AB},\ \rho _{AC},\rho _{BC}} допустимы тогда и только тогда, когда
{\displaystyle {\begin{pmatrix}1&\rho _{AB}&\rho _{AC}\\\rho _{AB}&1&\rho _{BC}\\\rho _{AC}&\rho _{BC}&1\end{pmatrix}}\succeq 0}
Предположим, что из каких-то источников (например, из эмпирических или экспериментальных данных) мы знаем, что  {\displaystyle -0,2\leq \rho _{AB}\leq -0,1} и {\displaystyle 0,4\leq \rho _{BC}\leq 0,5}.  Задачу определения наименьшего и наибольшего значений {\displaystyle \rho _{AC}\ } можно выписать в виде:
минимизировать/максимизировать {\displaystyle x_{13}}
при условиях
{\displaystyle -0,2\leq x_{12}\leq -0,1}
{\displaystyle 0,4\leq x_{23}\leq 0,5}
{\displaystyle x_{11}=x_{22}=x_{33}=1\ }
{\displaystyle {\begin{pmatrix}1&x_{12}&x_{13}\\x_{12}&1&x_{23}\\x_{13}&x_{23}&1\end{pmatrix}}\succeq 0}
Здесь мы принимаем {\displaystyle \rho _{AB}=x_{12},\ \rho _{AC}=x_{13},\ \rho _{BC}=x_{23}}.  Задачу можно сформулировать как задачу SDP.  Мы дополняем неравенства путём расширения матрицы переменных и введения дополнительных переменных, например
{\displaystyle \mathrm {tr} \left(\left({\begin{array}{cccccc}0&1&0&0&0&0\\0&0&0&0&0&0\\0&0&0&0&0&0\\0&0&0&1&0&0\\0&0&0&0&0&0\\0&0&0&0&0&0\end{array}}\right)\cdot \left({\begin{array}{cccccc}1&x_{12}&x_{13}&0&0&0\\x_{12}&1&x_{23}&0&0&0\\x_{13}&x_{23}&1&0&0&0\\0&0&0&s_{1}&0&0\\0&0&0&0&s_{2}&0\\0&0&0&0&0&s_{3}\end{array}}\right)\right)=x_{12}+s_{1}=-0,1}
После решения этой задачи SDP получим минимум и максимум значений {\displaystyle \rho _{AC}=x_{13}\ } ({\displaystyle -0,978} и {\displaystyle 0,872} соответственно).

### Пример 2
Рассмотрим задачу
минимизировать {\displaystyle {\frac {(c^{T}x)^{2}}{d^{T}x}}}
при условиях {\displaystyle Ax+b\geq 0},
где предполагается, что {\displaystyle d^{T}x>0} при {\displaystyle Ax+b\geq 0}.
Введя дополнительную переменную {\displaystyle t}, перепишем задачу в виде:
минимизировать {\displaystyle t}
при условиях {\displaystyle Ax+b\geq 0,\,{\frac {(c^{T}x)^{2}}{d^{T}x}}\leq t}
В этой формулировке целевая функция является линейной функцией от двух переменных ({\displaystyle x,t}).
Первое ограничение можно переписать в виде
{\displaystyle {\textbf {diag}}(Ax+b)\geq 0},
где матрица {\displaystyle {\textbf {diag}}(Ax+b)} является квадратной матрицей со значениями на диагонали, равными элементам вектора {\displaystyle Ax+b}.
Второе ограничение можно записать в виде
{\displaystyle td^{T}x-(c^{T}x)^{2}\geq 0}
Определим матрицу {\displaystyle D} следующим образом
{\displaystyle D=\left[{\begin{array}{cc}t&c^{T}x\\c^{T}x&d^{T}x\end{array}}\right]}
Мы можем использовать теорию дополнения Шура, чтобы показать, что
{\displaystyle D\succeq 0} 
Задача полуоределённого программирования для этой задачи будет иметь вид
минимизировать {\displaystyle t}
при условиях {\displaystyle \left[{\begin{array}{ccc}{\textbf {diag}}(Ax+b)&0&0\\0&t&c^{T}x\\0&c^{T}x&d^{T}x\end{array}}\right]\succeq 0}

### Пример 3 (Аппроксимационный алгоритм Гоеманса — Уильямсона MAX CUT)
Полуопределённое программирование является важным инструментом для создания аппроксимационных алгоритмов для NP-трудных задач максимизации.  Первый аппроксимационный алгоритм, основанный на SDP, предложили Михель Гоеманс и Дэвид Уильямсон.  Они изучали задачу MAX CUT: Дан граф G = (V, E), требуется разбить вершины V на две части так, чтобы максимизировать число рёбер соединяющих эти две части.  Задачу можно представить как задачу целочисленного квадратичного программирования:
Максимизировать {\displaystyle \sum _{(i,j)\in E}{\frac {1-v_{i}v_{j}}{2}},} при условии {\displaystyle v_{i}\in \{1,-1\}} для любого {\displaystyle i}.
Если только не P = NP, мы не можем решить эту задачу эффективно. Однако Гоеманс и Уильямсон наметили трёхшаговую процедуру для атаки такого рода задач:
1. Ослабляем целочисленную задачу квадратичного программирования до задачи SDP.
2. Решаем задачу SDP (с любой произвольно малой ошибкой {\displaystyle \epsilon }).
3. Округляем решение задачи SDP для получения приближённого решения исходной задачи целочисленного квадратичного программирования.

Для задачи MAX CUT наиболее естественным ослаблением является
{\displaystyle \max \sum _{(i,j)\in E}{\frac {1-\langle v_{i},v_{j}\rangle }{2}},} для  {\displaystyle \lVert v_{i}\rVert ^{2}=1}, где максимизация осуществляется по векторам {\displaystyle \{v_{i}\}}, а не скалярным целым переменным.
Задача является задачей SDP, поскольку и целевая функция, и ограничения являются линейными функциями от скалярных произведений векторов.  Решение задачи SDP даёт набор единичных векторов в {\displaystyle \mathbf {R^{n}} }. Поскольку вектора не обязательно коллинеарны, значение ослабленной задачи может быть только больше значения исходной целочисленной задачи квадратичного программирования. Конечная процедура округления необходима, чтобы получить разбиение. Гоеманс и Уильямсон выбирают случайную гиперплоскость (используя равномерное распределение), проходящую через начало координат и разбивают вершины в зависимости от расположения относительно этой плоскости. Непосредственный анализ показывает, что эта процедура обеспечивает ожидаемый аппроксимационный коэффициент 0,87856 - ε.  (Математическое ожидание значения разреза равно сумме по всем рёбрам вероятностей, что ребро входит в разрез и это ожидание пропорционально углу {\displaystyle \cos ^{-1}\langle v_{i},v_{j}\rangle } между векторами в конечных вершинах ребра. Если сравнивать эту вероятность с {\displaystyle (1-\langle v_{i},v_{j}\rangle )/{2}}, математическое ожидание отношения всегда будет не меньшим 0,87856.)  В предположении верности гипотезы уникальной игры можно показать, что аппроксимационный коэффициент этой аппроксимации, главным образом, оптимален.
Со времени появления статья Гоеманса и Уильямсона задачи SDP были применены для разработки большого количества аппроксимационных алгоритмов.  Не так давно Прасад Рагхавендра разработал общую схему для задач удовлетворения ограничений, основанную на гипотезе уникальной игры.

## Алгоритмы
Имеется несколько видов алгоритмов для решения задач SDP.  Результат работы этих алгоритмов является значение задачи SDP с точностью до {\displaystyle \epsilon }, которое получается за время, полиномиально зависящее от размера задачи  и {\displaystyle \log(1/\epsilon )}.

### Методы внутренней точки
Большинство систем решения базируются на методе внутренней точки (CSDP, SeDuMi, SDPT3, DSDP, SDPA), робастном и эффективном для линейных задач SDP общего вида. Подход ограничен в использовании тем фактом, что алгоритмы являются методами второго порядка и требуют запоминания и разложения больших (и, зачастую, плотных) матриц.

### Методы первого порядка
Методы первого порядка для конической оптимизации избегают запоминания и разложения больших матриц Гессе и применимы к существенно большим по размеру задачам, чем методы внутренней точки, за счёт потери в точности. Метод реализован в системе «SCS solver».

### Метод пучков
Задача SDP формулируется как задача негладкой оптимизации и решается методом спектрального пучка. Этот подход очень эффективен для частных классов линейных задач SDP.

### Другие
Алгоритмы, основанные на методе обобщённого лагранжиана (PENSDP), близки по поведению к методам внутренней точки и могут быть приспособлены для некоторых очень больших задач. Другие алгоритмы используют низкоуровневую информацию и переформулировку задачи SDP как задачи нелинейного программирования (SPDLR).

## Приложения
Полуопределённое программирование было использовано для поиска приближённых решений задач комбинаторной оптимизации, таких как решение задачи максимального разреза c аппроксимационным коэффициентом 0,87856.  Задачи SDP используется также в геометрии для определения тенсегрити-графов, и появляются в теории управления как линейные матричные неравенства.